# Veter stranstvij
Veter stranstvij (russisk: Ветер странствий) er en sovjetisk spillefilm fra 1978 af Jurij Jegorov.

## Medvirkende
- Galina Astakhova - Nastja
- Sergej Kuznetsov - Mitrasja
- Vladimir Martjenko - Vasiliij
- Jurij Nazarov - Manuilo
- Sergej Jakovlev